# Szieszta
A szieszta bizonyos országokban délutáni pihenőidő, amely alatt a munkavégzés szünetel, s általában az üzletek is zárva tartanak. A megjelölés a spanyol siesta szóból ered, amelynek közvetlen forrása a latin SEXTA [HORA], azaz [a napfelkeltétől számított] ’hatodik óra’. A szokás neve Spanyolországból származik, onnan terjedt el a többi országba, ahol jelenleg alkalmazzák. Eredetileg, mint arra  elnevezése is utal, „ebéd utáni rövid pihenőt” jelentett (spanyolul máig használják e jelentésben). Spanyolországon kívül Latin-Amerikában, Görögországban, Olaszországban, illetve számos ázsiai országban jellemző.